# The West Australian
The West Australian, in de volksmond The West genoemd, is het enige in Perth geschreven en uitgegeven dagblad van West-Australië.
Het dagblad is eigendom van 'Seven West Media' (SWM). The West verschijnt sinds 1833 ononderbroken. Ze is daardoor de op The Sydney Morning Herald na oudste krant van Australië. Het is de op drie na meest verspreide krant van Australië en de enige in de top 20 die niet in handen is van 'News Limited' of 'Nine Publishing'. Het dagblad wordt in conservatieve hoek gesitueerd.

## Geschiedenis
The West is een voortzetting van de voor het eerst op 5 januari 1833 verschenen The Perth Gazette and Western Australian Journal. De krant werd door Charles Macfaull, de postmeester van Perth, in eigendom uitgegeven. Ze verscheen oorspronkelijk als een vier pagina's tellende wekelijkse uitgave. Arthur Shenton werd in 1847 eigenaar. Hij veranderde de naam in The Perth Gazette and Independent Journal of Politics and News. De krant werd tot 1864 op zaterdag uitgegeven en vervolgens op vrijdag.
Vanaf 7 oktober 1864 veranderde de naam in The Perth Gazette and Western Australian Times. Van 24 maart 1871 tot 29 september 1871 werd ze door Joseph Mitchell uitgegeven. De nieuwe uitgever, M. Shenton, bleef op post tot 26 juni 1874 waarna de krant door een consortium werd opgekocht. Het consortium, bestaande uit Harper, Thomas Cockburn-Campbell en John Winthrop Hackett (Sir Winthrop), veranderde de naam van de krant in The Western Australian Times. Vanaf september 1874 verscheen ze tweemaal per week.
Op 18 november 1879 werd de naam van de krant in The West Australian veranderd. Vanaf oktober 1883 verscheen ze drie keer per week en twee jaar later werd het een dagblad. De eigenaars van de krant lanceerden dat jaar ook de Western Mail. Oorspronkelijk verliep het uitgeven van kranten buiten de dichtst bevolkte gebieden moeilijk maar met de uitbouw van het landelijk spoorwegnetwerk in de jaren 1900 kwam daar verbetering in. In 1912 werd Sir Winthrop enige eigenaar. Toen hij stierf werd het dagblad bij 'West Australian Newspapers Ltd' (WNP) ondergebracht.
In 1933 werd de redactie van The West in het 'Newspaper House' op '125 St Georges Terrace' gevestigd. Een crisis in de krantensector had tot gevolg dat men in 1947 naar het tabloid-formaat overschakelde. In 1969 nam de Herald and Weekly Times uit Melbourne WNP over en verkocht het aan een dochteronderneming van Robert Holmes'  'Bell Group'. In 1988 nam 'Bond Corp' de 'Bell Group' over en vestigde het hoofdkantoor op '219 St Georges Terrace'. De persen verhuisden naar 'Osborne Park'.
Na de ondergang van de 'Bond-Bell Group' werd de dochteronderneming die The West uitgaf in 1991 door het nieuw gevormde 'West Australian Newspapers Holdings Ltd' (WAHN) overgenomen. Het bedrijf werd in januari 1992 naar de beurs gebracht. In 1998 verhuisde ook de redactie naar 'Osborne Park'. In 2007 werd er een nieuw gebouw van AU $ 210 miljoen betrokken. In 2011 nam WAHN 'Seven Media Group' over en vormde 'Seven West Media' (SWM), Australiës grootste mediaconglomeraat.
Sinds 2010 wordt een weekendeditie, The Weekend West, uitgegeven. In 2014 besliste SWM de nieuwsredactie van The West en de nieuws- en actualiteitenredacties van televisiezender Seven News samen te voegen. De redacties van Seven News verhuisden daarvoor naar 'Osborne Park'. In 2015 kocht SWM The Sunday Times, in 2016 de website PerthNow en in 2019 de 'Community Newspaper Group'. Sinds juni 2019 werkt The West Australian met een betaalmuur.

## Hoofdredacteurs
- 1833–1846 Charles Macfaull
- 1847–1871 Arthur Shenton
- 1871–1874 Mercy Shenton
- 1874–1879 Rev. C. G. Nicolay and John Rowland Jones; Henry Hullock
- 1879–1887 Sir Thomas Cockburn-Campbell
- 1887–1916 John Winthrop Hackett
- 1916–1927 Alfred Langler
- 1927–1951 Charles Patrick Smith
- 1951–1956 Jim Macartney
- 1956–1972 W. T. G. (William Thomas Griffith) "Griff" Richards
- 1972–1972 F. B. (Fred) Morony
- 1972–1983 M. C. (Bon) Uren
- 1983–1987 D. B. (Don) Smith
- 1987–1988 R. E. (Bob) Cronin
- 1988–1990 Don Baker
- 1990–2000 Paul Murray
- 2000–2003 Brian Rogers
- 2003–2008 Paul Armstrong
- 2008–2009 R. E. (Bob) Cronin
- 2009–2018 Brett McCarthy
- 2018–2024 Anthony De Ceglie
- 2024–heden Christopher Dore[4]